# Lei (film 1954)
Lei (Sie) è un film drammatico per la regia di Rolf Thiele.

## Trama
Narra della storia d'amore fra un disegnatore e la figlia del suo datore di lavoro, dalla storia nasce un figlio che muore al momento del parto. La donna soffre di cattiva salute; l'uomo, anche se tentato da un'altra donna, non l'abbandonerà.